# 加里曼丹人

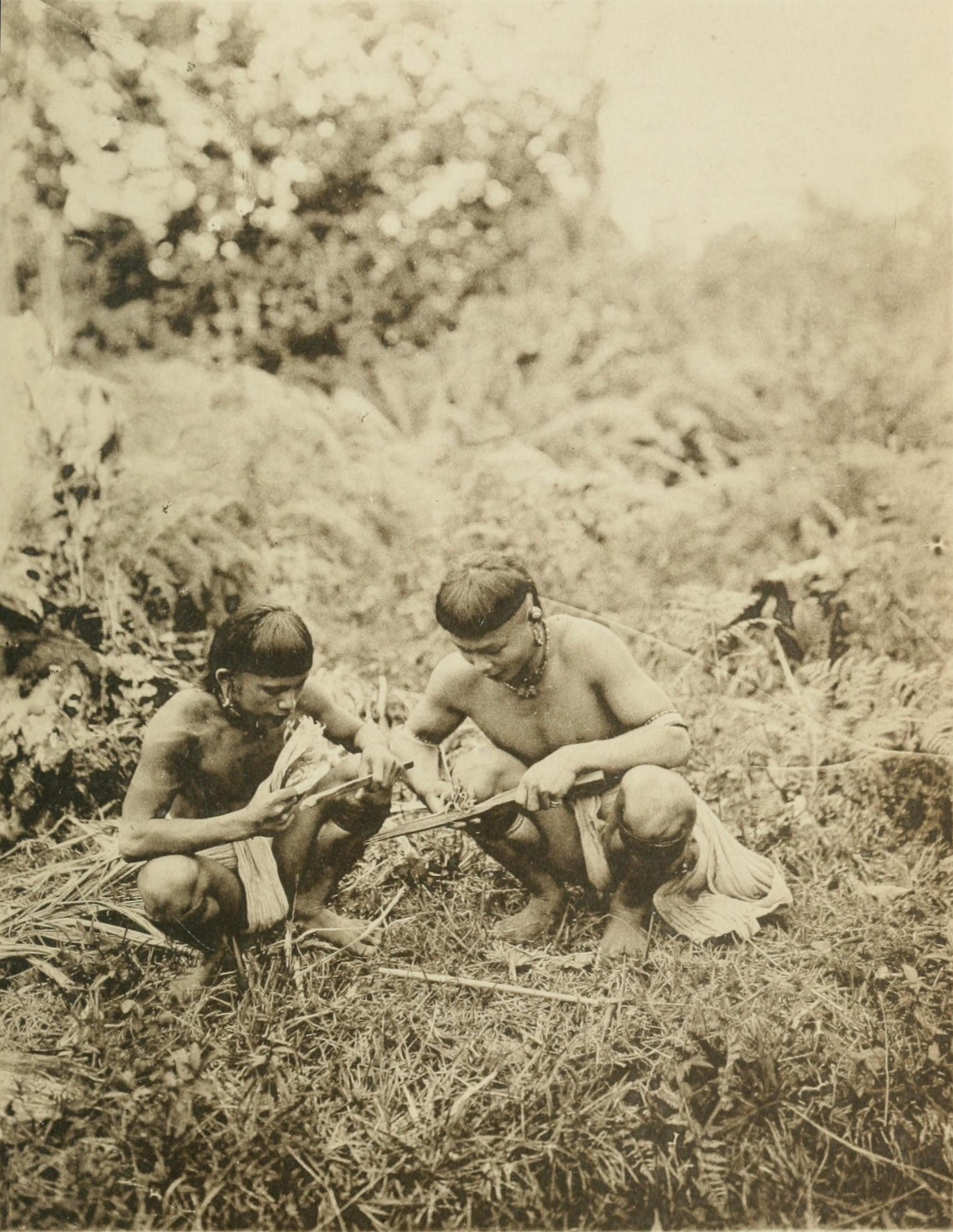
兩名生火中的婆羅洲土著，取自查爾斯·霍斯1912年出版的著作。他稱其為「加里曼丹族」，並標記:「加里曼丹族透過摩擦竹片在叢林中生火。」

加里曼丹人（英語：Klemantan people）是20世紀初期由英國科學家暨殖民地官員查爾斯·霍斯 （页面存档备份，存于）所創的詞彙，用以指涉婆羅洲地區除伊班人、伦巴旺人、卡楊人、坎亞人與普南人之外的原住民族。事實上，「加里曼丹族」包含數支文化與認同歧異的民族，這些民族也不全居住於加里曼丹。它並非土著觀點，而是西方殖民者純粹的東方主義式建構。如今人類學界已不承認該詞彙的有效性。